# آلن سارد
آلن سارد (فرانسوی: Alain Sarde‎؛ زادهٔ ۲۸ مارس ۱۹۵۲) تهیه‌کننده فیلم و بازیگر اهل فرانسه است.
از فیلم‌هایی که وی در آن نقش داشته است، می‌توان به نزدیک نیمه‌شب و طعمه اشاره کرد. وی در تهیهٔ فیلم پیانیست، نامزد اسکار بهترین فیلم و برندهٔ جایزه بفتا، مشارکت داشت.

## بخشی از فیلم‌شناسی
- نام کوچک: کارمن (۱۹۸۳)
- دختر بهترین دوست من (۱۹۸۳)
- ماه تلخ (۱۹۹۲)
- طعمه (۱۹۹۵)
- هوایی چنان پاک (۱۹۹۷)
- بازیگران (۲۰۰۰)
- جاده مالهالند (۲۰۰۱)
- با من از عشق بگو (۲۰۰۲)
- پیانیست (۲۰۰۲)
- پرواززدگی (۲۰۰۲)
- زندگی یک معجزه است (۲۰۰۴)
- موسیقی ما (۲۰۰۴)
- الیور توئیست (۲۰۰۵)